# Chapman’s
Chapman’s — канадский производитель мороженого. Является крупнейшим независимым производителем мороженого и замороженных йогуртов в Канаде.
Компания была основана Дэвидом и Пенни Чепменами в 1973 году. Их сын, Эшли, в настоящее время управляет бизнесом.

## История
В 1973 году Дэвид и Пенни Чепмены купили маслобойню в Маркдейле, Онтарио, деревне к югу от залива Джорджиан-Бей. Изначально компания Chapman’s являлась небольшой маслобойней с 4 сотрудниками и двумя грузовиками.
В 2001 году в Нью-Брансуике был открыт распределительный центр для лучшего обслуживания Атлантической Канады.
4 сентября 2009 года крупный пожар уничтожил маслобойню Chapman’s. Никто из сотрудников не пострадал в огне. С момента пожара компания Chapman’s использовала завод меньшего размера.
4 сентября 2010 года в годовщину разрушения старого завода был открыт новый объект. Меньший завод был преобразован в завод по переработке орехов. Новый завод был увеличен в 4 раза относительно старого, что позволило нанять от 50 до 100 новых сотрудников.
Во время пандемии COVID-19, когда требуемые сильного охлаждения для хранения вакцины Pfizer и Moderna готовились к распространению, компания Chapman’s согласилась использовать свои промышленные морозильные камеры для медицинского подразделения Grey Bruce Health Unit для флаконов. Когда компания приняла решение об обязательной вакцинации, в соответствии с которой любые не прошедшие вакцину сотрудники должны два раза в неделю сдавать платный экспресс-тест на антиген COVID-19 для вакцинации, в то время как их вакцинированные сотрудники получат повышение в размере 1 доллара в качестве эквивалентной компенсации стоимости тестов, компания подверглась призывам к бойкоту со стороны антипрививочных групп. Тем не менее, в ответ на эту враждебность по всей Канаде также прокатилась волна общественной поддержки бизнеса, хотя было неизвестно, как активность обеих сторон влияет на продажи. Вице-президент компании Эшли Чепмен заявила в программе «As It Happens» на радиостанции CBC, что бойкот никак не повлиял на чистую прибыль компании. 